# Calliscarta magnus
Calliscarta magnus är en insektsart som beskrevs av Henry Fairfield Osborn 1923. Calliscarta magnus ingår i släktet Calliscarta och familjen dvärgstritar. Inga underarter finns listade i Catalogue of Life.